# Hessisches Jahrbuch für Landesgeschichte
Das Hessische Jahrbuch für Landesgeschichte (Abkürzung: HJL) ist eine jährlich erscheinende Geschichtszeitschrift, die vom Hessischen Institut für Landesgeschichte in Zusammenarbeit mit der Arbeitsgemeinschaft der Historischen Kommissionen in Darmstadt, Frankfurt, Marburg und Wiesbaden herausgegeben wird.
Die Zeitschrift enthält wissenschaftliche Beiträge zur hessischen und zur vergleichenden Landesgeschichte, Rezensionen mit Hinweisen auf Fachveröffentlichungen sowie die jährlichen Tätigkeitsberichte der Historischen Kommission für Hessen, der Hessischen Historischen Kommission Darmstadt, der Historischen Kommission für Nassau und des Hessischen Instituts für Landesgeschichte.
Der erste Band erschien 1951.